# Заговор (фильм, 2007)
«За́говор» — исторический фильм 2007 года Станислава Либина.

## Сюжет
Фильм повествует об обстоятельствах убийства Григория Распутина. Авторы фильма придерживаются популяризованной в 2004 году каналом BBC версии Ричарда Каллена, по которой к убийству были причастны не только Юсупов и Пуришкевич, но и в первую очередь британский разведчик Освальд Рейнер. Согласно фильму, убийством Распутина Великобритания пыталась сорвать заключение мирного договора между Россией и Германией.

## В ролях
| Актёр                | Роль                                    |
| -------------------- | --------------------------------------- |
| Иван Охлобыстин      | Григорий Распутин                       |
| Кристина Орбакайте   | Императрица Александра Фёдоровна        |
| Ярослав Иванов       | Император Николай II                    |
| Владимир Кошевой     | Князь Феликс Юсупов                     |
| Наталья Бурмистрова  | Головина                                |
| Елена Ташаева        | Сандра Беллинг                          |
| Владимир Шумков      | Представитель посольства                |
| Григорий Антипенко   | полковник жандармерии Михаил Комиссаров |
| Константин Желдин    | премьер-министр России Борис Штюрмер    |
| Андрей Федорцов      | министр внутренних дел Алексей Хвостов  |
| Александр Филиппенко | Косоротов Д. П.                         |
| Борис Бирман         | Пуришкевич В. М.                        |
| Михаил Елисеев       | Белецкий С. П.                          |
| Дмитрий Высоцкий     | Освальд Райнер                          |
| Екатерина Дронова    |                                         |
| Валерий Кухарешин    |                                         |
| Инна Гомес           | Вера                                    |

Владимир Кошевой, сыгравший Князя Феликса Юсупова, также сыграл Юсупова в другом фильме о Распутине — «Григорий Р.», причём сам попросил режиссёра Андрея Малюкова взять его на эту роль: «Мне хотелось „доиграть“ Юсупова. Согласитесь, в картине „Заговор“ историческая линия была лишь фоном для романтического детектива».